# Lac Estes
Pour les articles homonymes, voir Estes.
Le lac Estes (en anglais : Lake Estes) est un lac de barrage dans l'État américain du Colorado. Il est situé à une altitude de 2 275 m dans le comté de Larimer.